# QUEENS (アイドルグループ)
QUEENS（クイーンズ）は、かつて存在した日本の女性アイドルグループ。スターレイプロダクション所属。レーベルはMUSIC@NOTE。コンセプトは「踊れるロックアイドル」である。

## 概要
2018年1月、「踊れるロックアイドル」をコンセプトに結成。アイドルとしてのダンスパフォーマンスに、本格的なロックサウンドとエモーショナルなボーカルを組み合わせることで独自性を出す。また、楽曲の多くはNANAMIが作詞・作曲、MAHOが振付を手掛けている。
2018年4月にシングル「ROCKSTEADY」でCDデビュー。また、8月には『TOKYO IDOL FESTIVAL 2018』に出演した。
2019年6月に1stアルバム『RXX』（アール）を発売。また、2019年上半期アイドル・ポップス系ライブ本数第3位を獲得。12月には東名阪ツアーを開催した。
2020年2月、2周年を記念して全メンバーが個別に写真集を発売。発売にあたってはクラウドファンディングでサポーターを募った。
2022年（令和４年）6月3日に RIHOが卒業。同年6月8日、新メンバー AYA、HIKARUの2名が加入。
2024年5月、同年7月に解散することを発表した。

## メンバー
解散時のメンバー
| 名前   | 愛称         | 誕生日   | 出身地   | 担当色       | 備考        |
| ------ | ------------ | -------- | -------- | ------------ | ----------- |
| URUMU  | うるむ       | 1月20日  | 東京都   | ライトブルー | リーダー    |
| NANAMI | なーさん     | 1月4日   | 東京都   | レッド       | 楽曲制作    |
| EMIRY  | えみりたん   | 10月8日  | 神奈川県 | パープル     | 元PiiiiiiiN |
| RINA   | りな         | 6月15日  | 東京都   | ホワイト     |             |
| MAHO   | まっほ       | 9月16日  | 福岡県   | イエロー     | 振付制作    |
| AYA    | あや         | 10月17日 | 東京都   |              |             |
| HIKARU | ひかるちゃん | 7月1日   | 大阪府   |              |             |

### 旧メンバー
| 名前 | 誕生日  | 出身地 | 担当色 |
| ---- | ------- | ------ | ------ |
| RIHO | 8月14日 | 北海道 | ピンク |

## 作品
順位はオリコン週間ランキング最高位。

### シングル
| # | 発売日         | タイトル   | 収録曲 | 順位 |
| - | -------------- | ---------- | --- | ---- |
| 1 | 2018年4月24日  | ROCKSTEADY | 作詞・作曲：Uma Sonic 1. ROCKSTEADY 2. Believer（CDはB盤のみ） 3. Twinklers（CDはC盤のみ） 4. Bootstrap（CDはA盤のみ）                                         | 79位 |
| 2 | 2018年10月24日 | FLAGSHIP   | 作詞・作曲：Uma Sonic 1. Flagship 2. Hands up 3. way you hope                                                                                                  | 69位 |
| 3 | 2022年4月5日   | mediQ      | 1. mediQ 作詞・作曲：NANAMI、編曲：Yackle 2. Just one 作詞：NANAMI、作曲：Shunsuke Yasui、Halsame                                                              | 10位 |
| 4 | 2022年9月20日  | Lillight   | 作詞：NANAMI、作曲・編曲：Yackle 1. Lillight 2. ice blast | 25位 |
| 5 | 2023年12月26日 | 冠波心掴   | 1. WAVE 作詞：NANAMI、作曲：ISAKICK、Motonari Murakawa、編曲：Chikara Kitamura 2. Bullet 作詞：NANAMI、作曲：Neko Ookuma 3. ANNIVERSARY 作詞・作曲：Shinnosuke | 15位 |

### アルバム
| # | 発売日         | タイトル | 収録曲 | 順位 |
| - | -------------- | -------- | --- | ---- |
| 1 | 2019年6月25日  | RXX      | 1. Dis;tortion 作詞・作曲：NANAMI 2. パンサー 作詞・作曲：NANAMI 3. Hands up 作詞・作曲：Uma Sonic 4. Fighting Tender 作詞・作曲：Uma Sonic 5. Bliever 作詞・作曲：Uma Sonic 6. ROCK STEDY 作詞・作曲：Uma Sonic 7. orz 作詞・作曲：NANAMI 8. Flagship 作詞・作曲：Uma Sonic 9. way you hope 作詞・作曲：Uma Sonic 10. Shape of delight 作詞：QUEENS 作曲：Uma Sonic 11. ボーイミーツガール 作詞・作曲：NANAMI 12. Never Endhing Song 作詞・作曲：NANAMI | 51位 |
| 2 | 2020年12月08日 | UNKNQWN  | 1. Bravely song 作詞・作曲：Shinnosuke 2. shooout!! 作詞：NANAMI、MAHO、作曲：Shinnosuke 3. i-YA 作詞・作曲：NANAMI 4. From,to you 作詞：mikan ramen、作曲：RIHO 5. Be ambitious 作詞・作曲：kiila 6. ソラアオイデ 作詞・作曲：Shinnosuke | N/A  |

### 配信
- Bravely song （2020年12月8日）
- HEADSHOT （2021年3月10日）
- REBUILD （2021年9月27日） [9]
- Fly （2022年9月20日）[10]
- ANNIVERSARY （2023年1月9日）[11]

### 未発売曲
- MoonZ（作詞：NANAMI 作曲：蜜柑拉麺）
- ネオンテトラ（作詞：NANAMI 作曲：Uma Sonic）
- from,to You（作詞：RIHO 作曲・編曲：蜜柑拉麺）
- もしもボクらに歌が無かったら（作詞・作曲：NANAMI）
- Be ambitious（作詞・作曲：kiila（vivid undress））

## 略歴
2018年
1月31日、QUEENS DEBUT LIVE（恵比寿CreAto）
2月17日、初主催対バン『NEO QUEEN』開催（出演:ヲルタナティブ/MMM/ インキーウップス / QUEENS）
4月24日、1stシングル「ROCKSTEADY」リリース
5月8日、初単独フリーライブ 開催（東京ダンス&アクターズ専門学校 10Fライブイベントスペース）
5月20日、TikTok開始
7月7日、『アイドル横丁夏まつり!!2018』初出場
7月10日、リリックビデオ「Never Ending Song」を公開
8月5日、『TOKYO IDOL FESTIVAL 2018』初出場（FESTIVAL STAGE）
8月11日、真夏の踊れるROCK LIVE RIHO生誕企画＋新曲初披露（恵比寿CreAto）
8月15日、『THE ODAIBA2018 THE ODAIBA MUSIC LIVE』出演
10月24日、2ndシングル「FLAGSHIP」をリリース
10月28日、初ワンマンライブ（青山RizM）開催
12月24日、スターレイアイドルクリスマスオフ会開催
12月26日、2018 STARRAY LIVE 忘年会
2019年
1月5日、2019 STARRAY LIVE 新年会
1月16日、定期公演『2019 Year Wednesday Star Live』（恵比寿CreAto）開始
1月19日、DANCE ROCK LIVE ～URUMU生誕祭～
2月3日、QUEENS 1st ANNIVERSARY LIVE（TSUTAYA O-nest）
4月7日、スターレイアイドルお花見オフ会開催（世田谷公園）
4月12日、大阪初単独公演『DANCE ROCK「FREE」LIVE』開催（大阪MUSE BOX）
5月5日、令和初日記念 入場無料！ 無限ループ特典会！公演
5月6日、『ギュウ農フェス春のSP2019 怪物音響オクタゴン is BACK！』初出演
6月1日、『YATSUI FESTIVAL!』出演
6月16日、DANCE ROCK LIVE ～RINA生誕祭～
6月25日、1stフルアルバム『RXX』（アール）リリース
7月5日、all-night Dance Rock Party～1st ALBUM RELEASE記念公演～（出演：QUEENS・Malcolm Mask McLaren）
7月15日、スターレイアイドルバーベキューオフ会開催（二子玉川Gekko）
7月18日、夏の7Days“Free”定期公演『2019 Year Wednesday Star Live』開始
8月2日・4日、「東京アイドルフェスティバル2019」出場（2日：SKY STAGE・FUJI YOKO STAGE、4日：FESTIVAL STAGE）
8月12日、DANCE ROCK LIVE ～RIHO生誕祭～
8月25日、『@JAM EXPO 2019』初出演（キウイステージ・ピーチステージ）
8月28日、夏の7Days“Free”定期公演『2019 Year Wednesday Star Live』終了、同時に毎週のスターレイアイドル定期公演は終了
9月2日、「2周年記念！全メンバー別写真集を出したい！」プロジェクトクラウドファンディング開始
9月16日、DANCE ROCK LIVE ～MAHO生誕祭～
9月23日、QUEENSボウリングオフ会開催（笹塚ボウル）
10月2日、QUEENS東名阪ツアー開催発表
10月3日、QUEENSファンコミュニティアプリ「fanicon」開始
10月5日、『ギュウ農フェス秋のSP 爆音大収穫祭 road to 2020』出演
10月6日、DANCE ROCK LIVE ～EMIRY生誕祭～
11月1日、「2周年記念！全メンバー別写真集を出したい！」プロジェクトクラウドファンディング]目標金額達成
11月5日、2019年上半期ライブ本数ランキング、99本でアイドル・ポップス系3位獲得
12月6日、「もしもボクらに歌が無かったら」MV公開
12月7日、Challange The "東名阪" Tour 名古屋公演＠VERSUS 東海ホール
12月8日、Challange The "東名阪" Tour 大阪公演＠心斎橋 VARON
12月22日、Challange The "東名阪" Tour ファイナル東京公演＠TSUTAYA O-nest、完売により2020年3月28日のTSUTAYA O-WESTでの2ndワンマンライブが決定。
2020年
1月3日、2020 STARRAY LIVE 新年会、DANCE ROCK LIVE ～NANAMI生誕祭～
1月19日、DANCE ROCK LIVE ～URUMU生誕祭～
2月1日、2nd Anniversary Live開催＠SHIBUYA DESEO
2月20日・21日、2周年記念写真集発売イベント＠HMV&BOOKS SHIBUYA

## 出演

### テレビ
- 矢口真里の火曜The NIGHT（2019年1月*1・4月*2、2020年3月*3、AbemaTV）
*1：URUMU、EMIRY及びNANAMI[15]、*2：NANAMI、*3：URUMUとNANAMI

- MUSIC B.B.「お父さんでもわかるアイドル講座」（2019年6月18日、TOKYO MX）

- ピンキリ ～アイドルのピンからキリまで聞き取りマシュマロ～ #11- #12（2019年8月19日・9月16日、Kawaiian TV）- EMIRY

- @JAM TV powerd by LIVE DAM STADIUM「PR時間争奪！＠JAM TV ガチンコ歌うま対決」（2020年1月26日、日テレプラス）- NANAMI

- ねる、取材行ってきます「TOKYOアイドルタイムズ」（2021年、フジテレビ）

### 配信
- @JAM THE WORLD（2019年3月4日、SHOWROOM）

## 書籍

### 雑誌
- MARQUEE Vol.125（2018年2月）- QUEENSインタビュー
- 週刊ヤングジャンプ 35号「サキドルエースSURVIVAL SEASON9」（2018年8月、集英社）- RIHO[16]
  - 51号（2018年11月）- 「サキドルエースSURVIVAL MOBILE」でRIHOが優勝し登場権を獲得[17][18]